# Ni Yuanlu

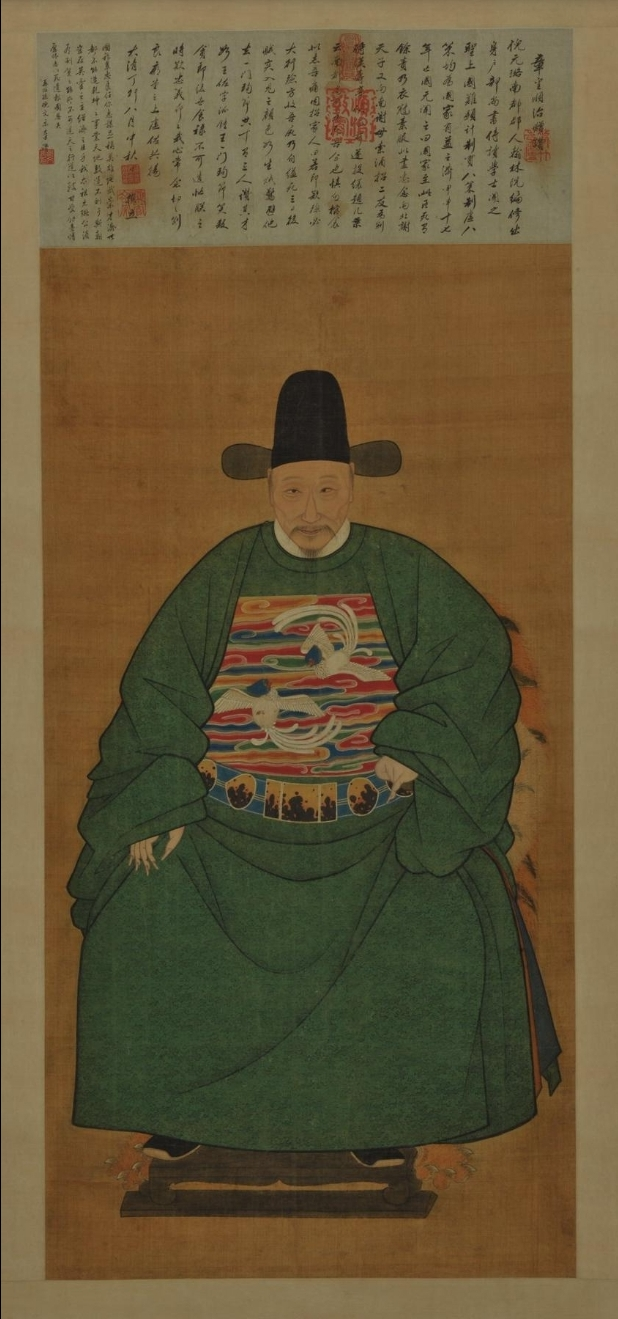
Retrat d'un funcionari de la dinastia Ming" (Museu d'Anhui [Hefei] Xina)

Ni Yuanlu (en xinès simplificat: 倪元璐; en xinès tradicional: 倪元璐; en pinyin: Ní Yuánlù), conegut també com a Yu Ru i Hong Bao, fou un cal·lígraf i pintor que va viure sota la dinastia Ming. Va néixer vers l'any 1593 a Shangyu, província de Zhejiang i va morir el 1644. Va ser funcionari imperial havent superat els exàmens Jinshi l'any 1621 (va ser un ministre amb fama de reformador). Formà part de l'Acadèmia Hanlin. Ni Yuanlu, lleial als Ming, arran de la caiguda de la dinastia Ming es va suïcidar penjant-se tal com va fer el darrer emperador de la dinastia Han.